# Porte d'Hadrien
Pour les articles homonymes, voir Porte d'Hadrien (Antalya) et Arc d'Hadrien.
 (septembre 2023).

La Porte d'Hadrien (en grec moderne : Πύλη του Αδριανού) ou l'Arc d'Hadrien (Αψίδα του Αδριανού) est un monument d'Athènes situé à environ 500 mètres au sud-est de l'Acropole, non loin de l'Olympiéion.
Le monument a été élevé en l'honneur de l'empereur Hadrien, après sa venue à Athènes, en 131. Il marquait l'entrée de la nouvelle Athènes voulue par l'empereur.
Il est composé d'un petit arc de triomphe, dans le style romain, et d'une superstructure légère de colonnes corinthiennes surmontées d'un fronton, dans le goût hellénisant.
Le monument mesure 18 mètres de haut, 12,5 mètres de large sur une épaisseur de 2,30 mètres.

## Présentation
L'Arc d'Hadrien est une porte monumentale qui ressemble en partie à un arc de triomphe romain. Il s'élève sur l'ancienne route reliant le centre d'Athènes au complexe monumental situé à l'est de la ville, qui comprenait notamment le temple de Zeus Olympien. On a proposé l'idée que l'arc a été construit pour célébrer l'adventus (arrivée) de l'empereur romain Hadrien et ainsi lui rendre hommage pour ses nombreux bienfaits envers la cité, à l'occasion de l'inauguration du complexe du temple situé à proximité, en 131 ou 132. On ne sait qui est le commanditaire de cet arc, mais il est probable que sa construction et sa conception doivent être attribuées aux citoyens athéniens ou à un autre groupe de Grecs. 
Deux inscriptions dans les deux directions opposées nommaient Thésée et Hadrien comme les fondateurs d'Athènes. Il est clair que les inscriptions honorent Hadrien, mais on ne peut déterminer si elles se rapportent à la ville dans son ensemble ou bien à l'une et l'autre partie de la ville : l'ancienne et la nouvelle. L'idée que le monument marquait la ligne de l'ancien mur de la ville, et donc la division entre les anciens et les nouveaux quartiers, a été infirmée par les fouilles récentes. L'arc est situé à 325 mètres au sud-est de l'Acropole.

## Description

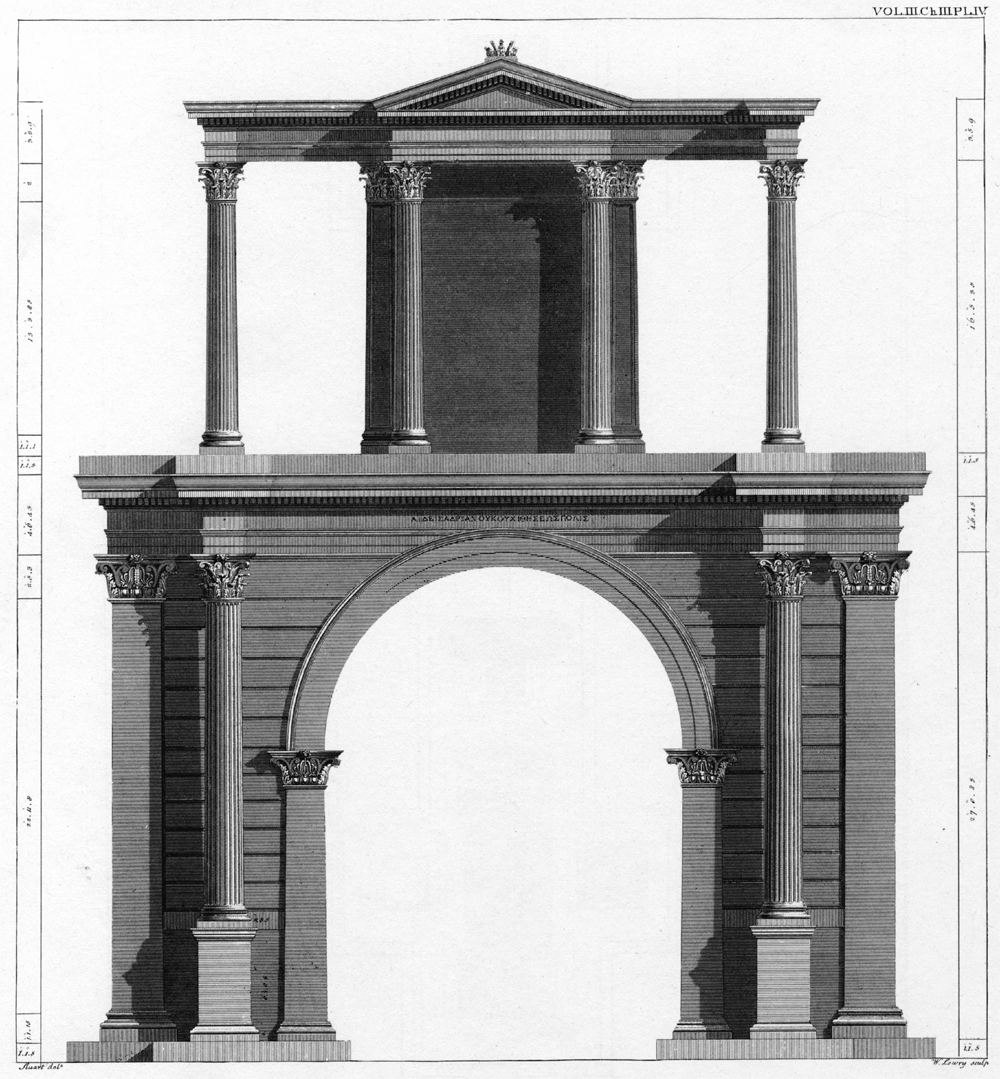
Relevé architectural de Stuart et Revett, 1753.

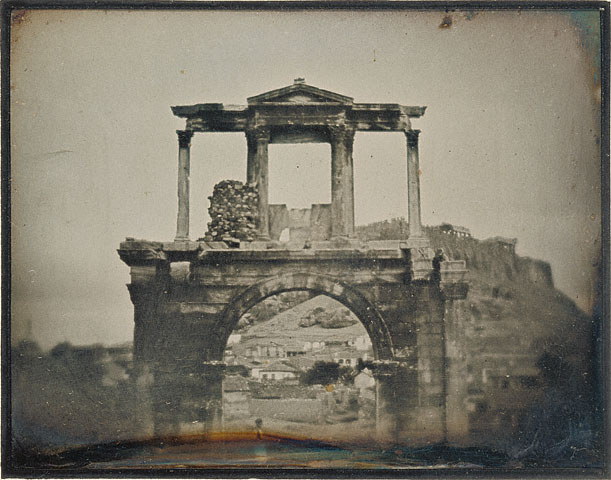
Daguerréotype de 1847.

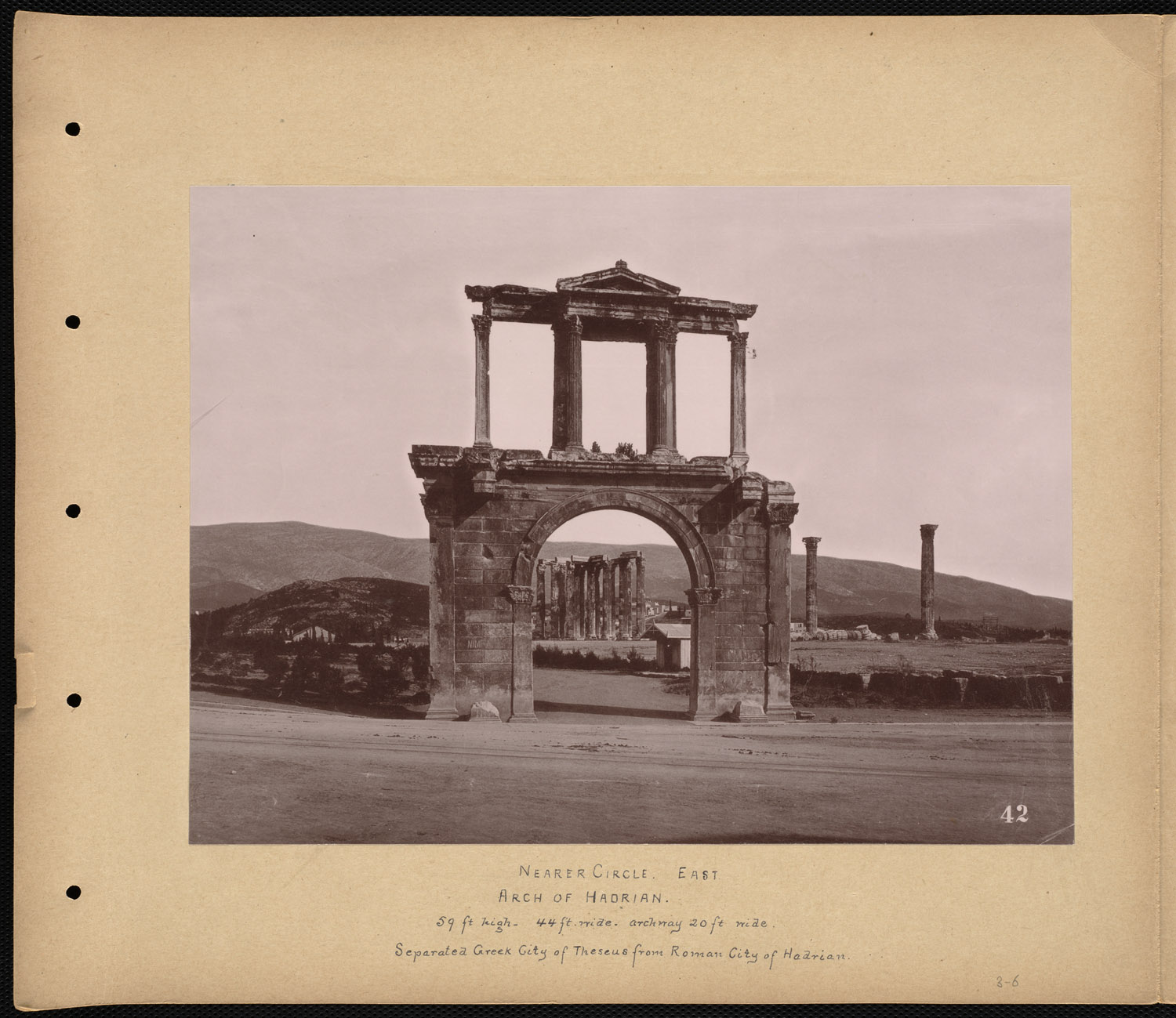
Photographie, 1893.

L'ensemble du monument est fait de marbre pentélique, extrait 18 km au nord du site. Le marbre du Pentélique a été utilisé pour le Parthénon et bien d'autres monuments d'Athènes, bien que sa qualité puisse varier considérablement. Le marbre utilisé pour l'arc d'Hadrien est d'une qualité assez faible, comportant plus d'inclusions que celui utilisé dans les meilleurs bâtiments athéniens. L'arc a été construit sans aucun liant, en marbre massif, les blocs reliés par des agrafes. Il a 18 m de haut, 13,5 mètres de large et 2,3 mètres de profondeur. Son dessin est symétrique et les deux faces sont rigoureusement identiques.
L'arc unique du niveau inférieur, d'une largeur de 6,5 mètres, est soutenu par des pilastres couronnés de chapiteaux corinthiens. Similaires, mais plus grands, d'autres pilastres flanquent les coins externes du niveau inférieur. Les murs compris entre les pilastres extérieurs et l'ouverture en arc présentent un parement de pierres rectangulaires aux bords saillants, de manière à souligner le dessin. Quatre colonnes corinthiennes (une au milieu de chacun des murs) encadraient l'ouverture, placées chacune sur une base rectangulaire surélevée et en saillie. Le niveau inférieur du monument était couronné d'une architrave ionique coiffée de denticules et d'un larmier (ou geison).
Le niveau supérieur de l'arc (l'attique) était composé d'une série de colonnes et de pilastres corinthiens divisant l'espace en trois ouvertures rectangulaires. Chacune des ouvertures extérieures était couronnée d'une architrave ionique coiffée de denticules et d'un geison saillant, à la manière du niveau inférieur. L'ouverture centrale, cependant, était flanquée d'antes avec des demi-colonnes corinthiennes engagées qui soutenaient un fronton triangulaire saillant, qui surmontait les denticules, le geison et la sima (partie relevée du geison, formant gouttière) les joignant des deux côtés. Au sommet du fronton était disposé un petit acrotère végétal. L'ouverture centrale du niveau supérieur était fermée par un mince écran de pierre, d'environ 7 cm d'épaisseur. Seuls les emplacements pour son montage sont maintenant conservés. La conception de cette niche centrale, semblable à un aediculum, au niveau supérieur, est similaire à l'architecture d'un frons scaenae (façade des anciens bâtiments de scène des théâtres) et n'est pas sans rappeler les représentations des édicules de la peinture murale du deuxième style pompéien.
Même un examen superficiel de cet arc, en gardant à l'esprit quelques-uns des nombreux arcs de triomphe romains conservés, laisse éclater la différence significative de conception entre les deux structures haute et basse. Le nombre de passages voûtés du niveau inférieur des arcs de triomphe romains était variable, comme l'était aussi était la présence d'un passage secondaire le long du grand axe de la structure. Se présentant comme un arc de dipylon pourvu d'un seul passage, le niveau inférieur de la porte d'Hadrien appartient bien à ce genre architectural. Cependant, les arcs de triomphe romains sont généralement pourvus d'un attique (niveau supérieur) très massif, comportant le plus souvent une inscription dédicatoire et une décoration sculpturale ; de plus, les arcs romains étaient coiffés de groupes statuaires monumentaux, en pierre ou en bronze, comme des quadriges (char à quatre chevaux) ou ornements similaires. La conception de la porte d'Hadrien, avec son niveau supérieur d'un style très raffiné, ne permettait pas le montage d'une décoration monumentale au-dessus de l'attique.

## Décor sculptural

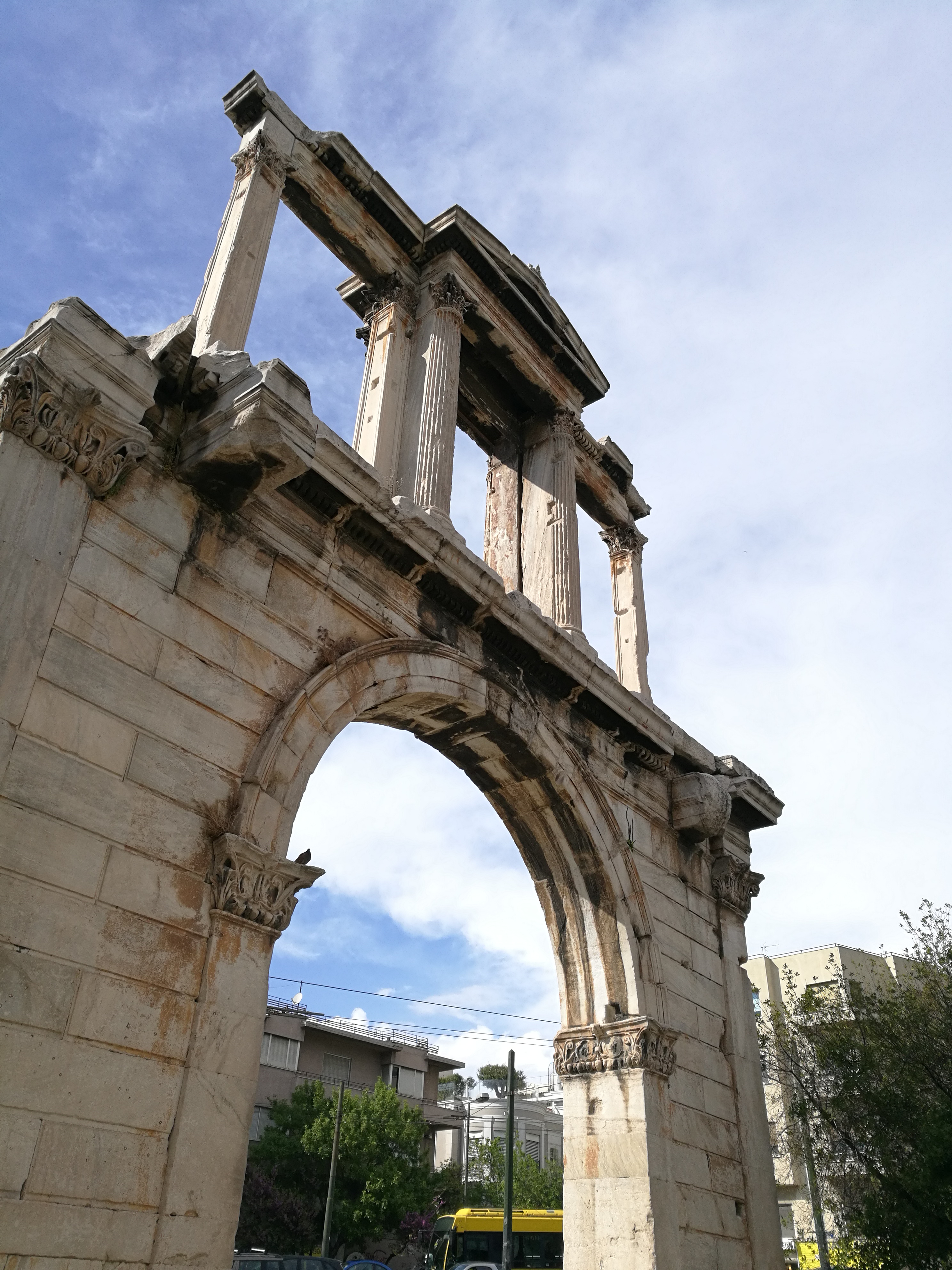
Photo de la porte d'Hadrien à Athènes, près de l'Olympeion, 14/04/2019.

On a parfois supposé l'existence de statues placées sur le dessus du niveau inférieur, de chaque côté de l'édicule central du niveau supérieur, comme il était courant pour cette forme architecturale ; Thésée et Hadrien sont les candidats les plus couramment avancés pour ces deux statues, sur la base des inscriptions. Ward-Perkins a proposé que l'attique avait pu supporter plusieurs statues supplémentaires, situées sur les colonnes corinthiennes en saillie du niveau inférieur. D'un avis opposé, Willers montre qu'il n'y a aucune trace des goujons nécessaires au montage de statues sur le dessus du niveau inférieur et que la pierre est trop grossièrement travaillée sur la surface supérieure pour que des statues puissent y reposer. Mais, bien que Willers ait fait une excellente étude du niveau inférieur de l'arc, il n'a pas reçu l'autorisation d'accéder au niveau supérieur, de sorte que ses déclarations concernant le niveau supérieur sont fondées sur des mesures et des images déjà publiées. Une étude complète du monument, peut-être avec des fouilles limitées aux fondations, comme le suggère Willers, reste à faire.

## Inscriptions et localisation

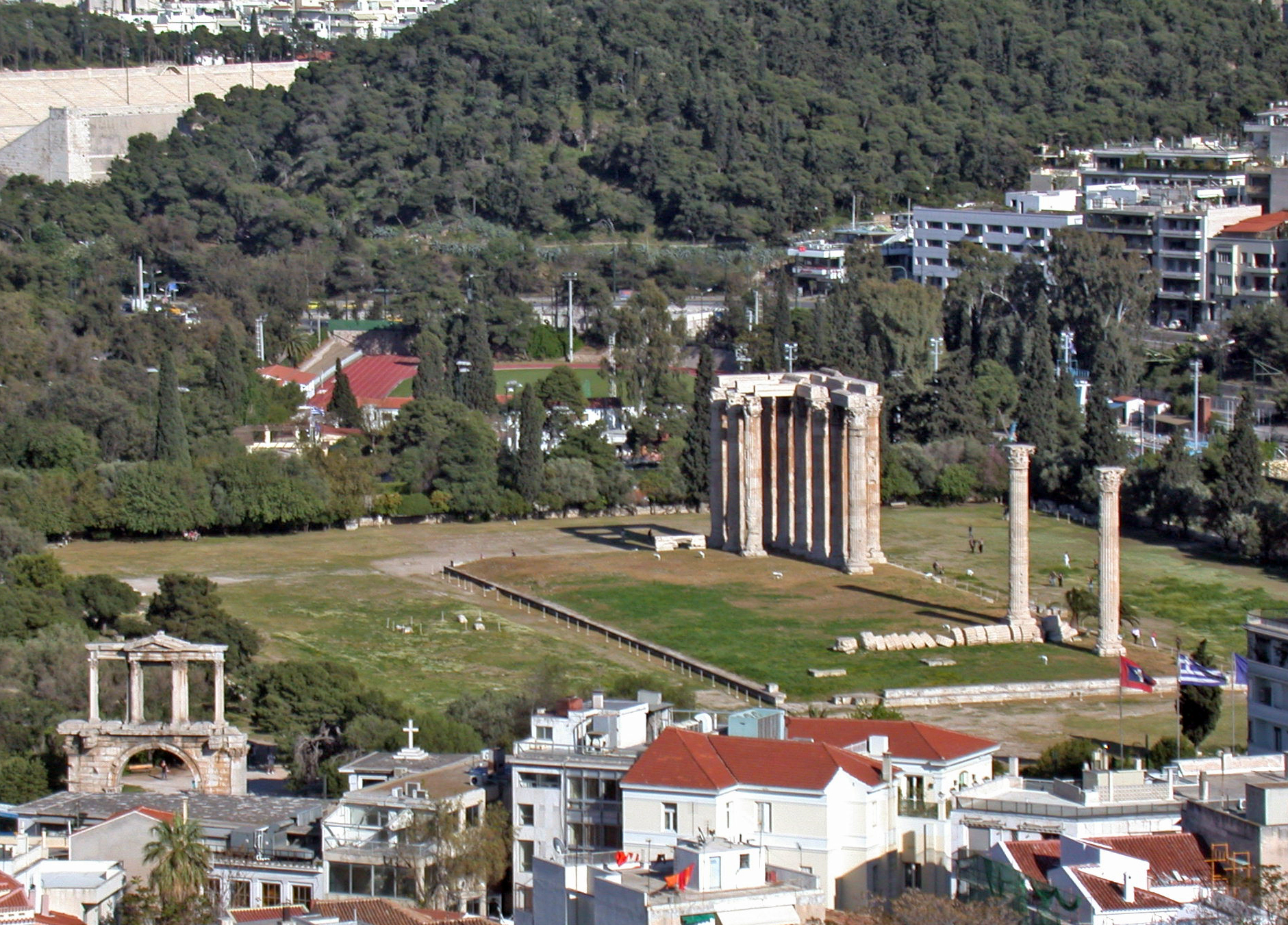
La porte d'Hadrien et l'Olympiéion, vus du haut de l'Acropole.

Deux inscriptions sont gravées sur l'architrave du niveau inférieur de la voûte, chacune centrée sur l'ouverture en arc de chaque côté du monument. 
Sur le côté nord-ouest (vers l'Acropole), l'inscription était :
ΑΙΔ' ΕIΣΙΝ ΑΘΗΝΑΙ ΘΗΣΕΩΣ Η ΠΡΙΝ ΠΟΛΙΣ (ceci est Athènes, l'ancienne ville de Thésée).
L'inscription sur le côté sud (face à l'Olympiéion) se lit comme suit :
ΑΙΔE ΑΔΡΙΑΝΟΥ ΚΟΥΧI ΘΗΣΕΩΣ ΠΟΛΙΣ (ceci est la ville d'Hadrien, et non de Thésée). 

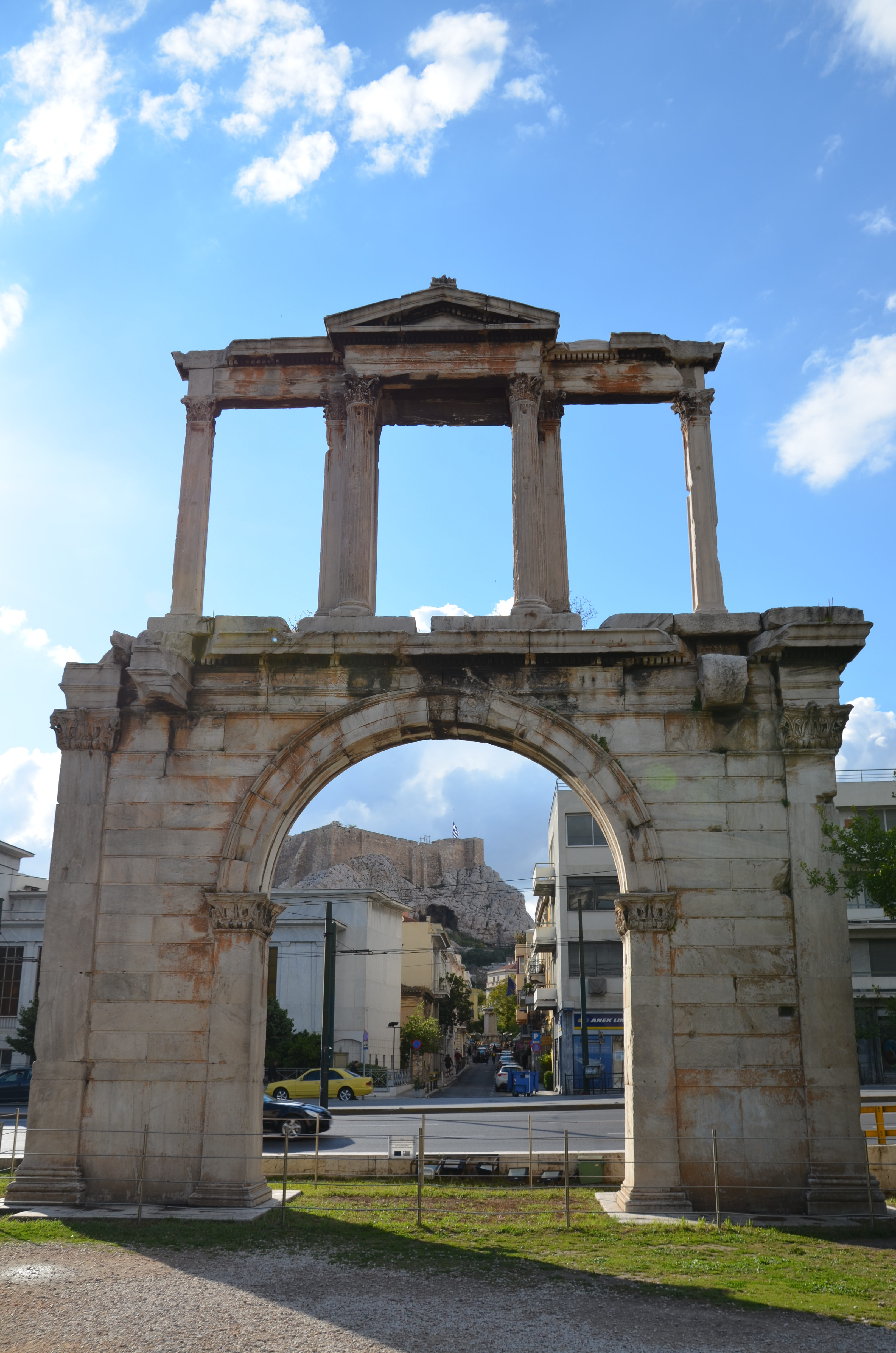
La porte d'Hadrien fait face à la rue Lysikratès et au monument de Lysicrate.

Une scholie ancienne (note marginale) sur un manuscrit d'Aelius Aristide affirme que l'empereur Hadrien, étendant les limites de la muraille de la ville, a inscrit à la limite des anciens et des nouveaux quartiers une double inscription correspondant au sens, mais pas à la formulation exacte, des inscriptions présentes sur l'arc. En se fondant sur une lecture combinée des inscriptions de l'arc et de la scholie, il a d'abord été admis que la porte se trouvait située sur la ligne du mur de Thémistocle et qu'elle marquait la limite entre la vieille ville de Thésée et la nouvelle ville d'Hadrien. Dans cette perspective, la seconde inscription se réfère à une nouvelle section urbaine à l'est d'Athènes, créé par Hadrien, et - pour plus de commodité - appelée Hadrianopolis dans la discussion scientifique ultérieure. On a supposé que cette nouvelle section romaine de la ville a été ajoutée à l'ancienne ville grecque pendant la période de la pax romana.
Adams a proposé que les inscriptions affirment une refondation de la ville entière par l'empereur, plutôt que la division d'Athènes entre une vieille ville de Thésée et une nouvelle ville d'Hadrien (Hadrianopolis). Dans cette perspective, les inscriptions doivent être lues : « Ceci est Athènes, autrefois la ville de Thésée ; ceci est la ville d'Hadrien, et non celle de Thésée ». Une option revendique une partie de la ville, et l'autre l'ensemble d'Athènes au crédit de l'empereur. Adams a également contesté l'idée que l'arc était sur la ligne du mur de Thémistocle, et cette position a été généralement acceptée. Une porte du mur de Thémistocle a été fouillée à 140 m à l'est de l'arc, qui a réglé la question. Stuart et Revett, qui ont fait ont étude architecturale complète de l'arc de 1751 à 1753, étaient déjà perplexes du fait que le monument n'est pas aligné avec le temple de Zeus Olympien, alors qu'il n'est qu'à 20 mètres du mur d'enceinte (péribolos) de ce complexe. Les fouilles dans l'intervalle ont montré que l'arc est aligné avec l'ancienne route qui était à peu près sur le même parcours que la rue Lysikratès moderne. L'arc fait face au monument de Lysicrate, situé 207 mètres au nord-ouest, au bout de cette rue.

## Conservation du monument

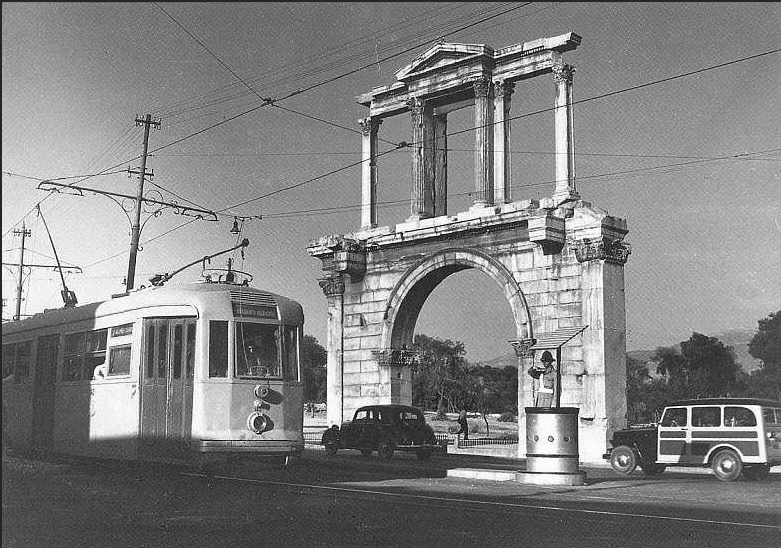
Tramway et circulation sur l'avenue Amalias, au début des années 1950.

Du temps du relevé architectural effectué par Stuart et Revett, au milieu du XVIIIe siècle, la base de l'arc était enterrée jusqu'à un niveau d'environ un mètre ; il subsistait une partie du panneau central du niveau supérieur, comme on peut encore le voir sur un daguerréotype de 1847. Compte tenu de l'absence de toute protection durant près de deux millénaires, on peut dire que l'arc est parvenu jusqu'à nous dans un état extraordinaire. Les colonnes du niveau inférieur ont disparu, mais le monument est conservé sur toute sa hauteur, sur le côté de l'avenue Vasilíssis Amalías, grande artère moderne qui supporte une circulation intense. Au cours des dernières décennies, la pollution atmosphérique n'a pas manqué d'endommager le monument : on constate une importante décoloration de la pierre et une dégradation des inscriptions.